# جامعة الجبل الغربي
جامعة غريان هي إحدى الجامعات الرسمية في ليبيا.

## التاريخ
تعتبر كلية المحاسبة بغريان من أول الكليات التي تأسست في المنطقة، وكانت تتبع جامعة طرابلس، بعد ذلك تأسست بهذا الاسم أول مرة عام 1991 بمدينة الزنتان ثم تم ضمها عام 1997 إلى جامعة السابع من أبريل بالزاوية.
في العام 2004 أعيد اعتمادها كجامعة تشرف على الأقسام بمناطق غريان، وفي 1 يناير 2005 أصبحت جامعة مستقلة تتبعها الكليات الجامعية بغريان وتقع إدارتها بمدينة غريان، حيث تقع أمام مكتبة أبو رخيص.

## الشهادات التي تمنحها
تمنح جامعة غريان الشهادات العلمية التالية :-
- الإجازة الجامعية (البكالوريوس – الليسانس).
- الإجازة العاليـة ( الماجستير ) في (الاقتصـاد، المحاسبـة، الإدارة، اللغـة العربيـة، الدراسـات الإسلاميـة، الهندسة الكهربائية)

## الكليات
الجامعة تضم الكليات التالية :
- كلية العلوم / غريان
- كلية الآداب والعلوم / الأصابعة
- كلية الهندسة \ غريان.
- كلية التربية / يفرن
- كلية تقنية الطبية / يفرن
- كلية الطب / غريان
- كلية الزراعة / الر ياينة
- كلية المحاسبة / غريان
- كلية الاداب والعلوم/ مزدة
- كلية القانون / نالوت
- كلية التقنية الطبية/ نالوت بأقسامها (الأسنان. المختبرات.الصحة العامة. قسم الصيدلة والعلوم الصيدلية) وفي صدد فتح أقسام جديدة هي قسم الأشعة، قسم العلاج الطبيعي

باب القبول مفتوح للطلبة خريجي الثانويات العامة وثانويات علوم الحياة والعلوم الأساسية
- كلية العلوم /الزنتان
- كلية التربية /الزنتان

## وصلات خارجية
- ملتقى أعضاء التدريس.
- موقع الجامعة.

1. 1 2 3  وصلة مرجع: https://www.4icu.org/reviews/13443.htm.
2. ↑  مذكور في: خرائط جوجل.